# Żółtaczka nerwów liści maliny

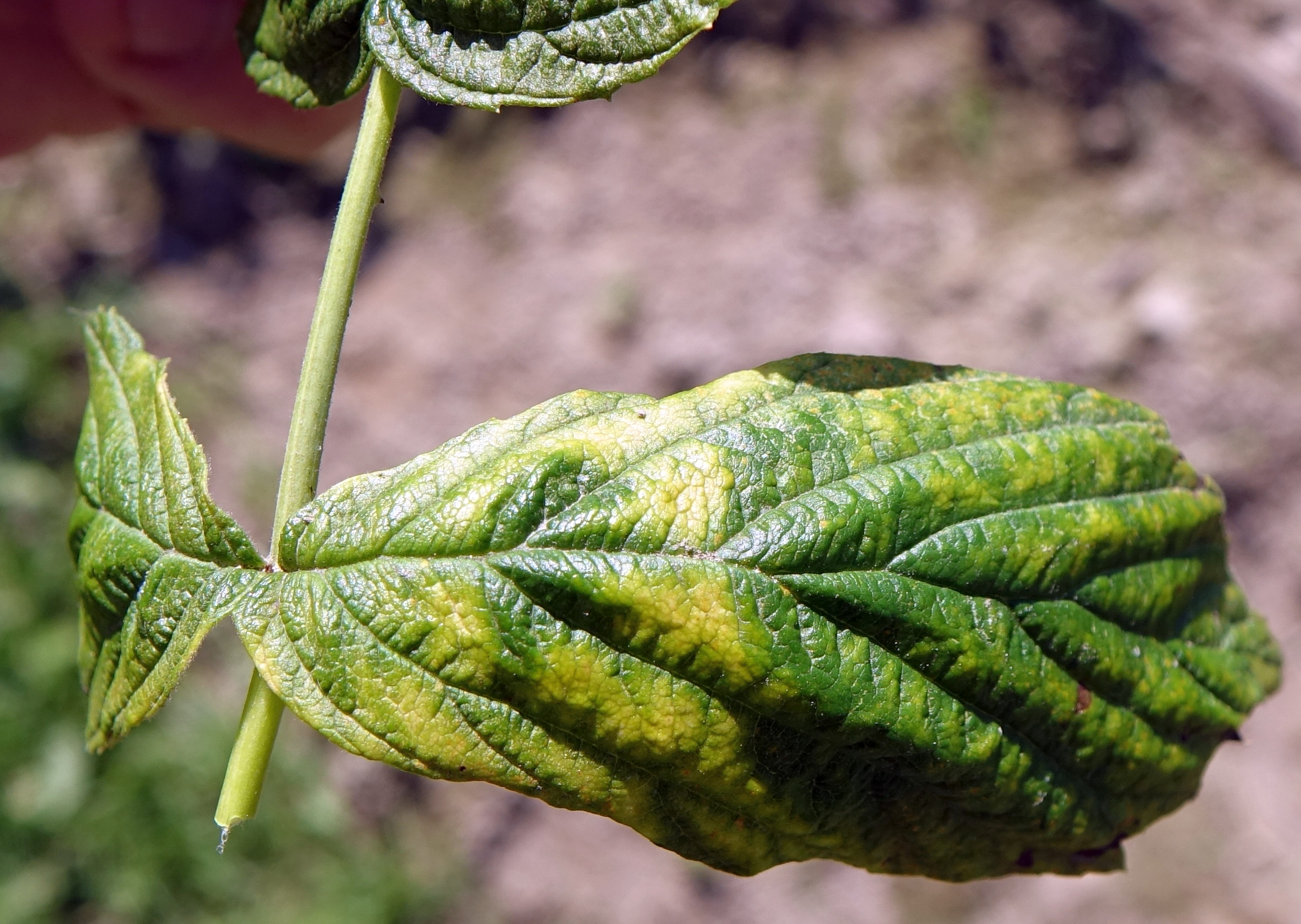

Żółtaczka nerwów liści maliny – wirusowa choroba malin wywołana przez wirusa żółtaczki nerwów liści maliny (Rubus yellow net virus, RYNV).

## Objawy i szkodliwość
Choroba spotykana jest na plantacjach malin dość często. Objawia się żółknięciem nerwów 1 i 2 rzędu oraz otaczających je tkanek i osłabieniem wzrostu porażonych krzewów. Ich wierzchołki stają się kruche i łatwo łamią się. Straty w plonie mogą wynieść nawet 60%. Choroba powoduje duże straty także w gospodarstwach szkółkarskich, ponieważ rośliny mateczne tworzą mniej odrostów korzeniowych.
Wirus RYNV bardzo rzadko występuje samodzielnie, zazwyczaj łącznie z innymi wirusami powodującymi mozaikę liści. Wszystkie one przenoszone są przez mszycę malinową.

## Ochrona
Maliny atakowane są przez wiele wirusów i bardzo trudno jest tylko na podstawie objawów rozpoznać ich gatunek. W przypadku podejrzenia występowania choroby wywołanej przez wirusy lub fitoplazmy stosuje się specjalistyczne badania: testy biologiczne, serologiczne (test ELISA) i badania biologii molekularnej. Najlepszym okresem do pobierania próbek materiału do badań jest późne lato i jesień
Żółtaczki nerwów liści malin nie da się uleczyć, można jedynie jej zapobiegać stosując następujące działania:
- do zakładania plantacji używać należy tylko zdrowych sadzonek, pochodzących z kwalifikowanych szkółek,
- stosować należy odmiany odporne lub tolerancyjne na wirusy lub ich wektory,
- prowadzić regularny monitoring pod kątem występowania chorób przez cały sezon wegetacyjny,
- usuwać z plantacji rośliny chore,
- zwalczać wektory patogenów i chwasty,
- zachować izolację przestrzenną od źródeł infekcji[2].